# Igor Čislenko
Igor Leonidovič Čislenko, rusky Игорь Леонидович Численко (4. leden 1939, Moskva — 22. září 1994) byl ruský fotbalista, jenž reprezentoval někdejší Sovětský svaz. Hrával na pozici útočníka.
Za sovětskou reprezentaci odehrál 53 utkání a vstřelil 20 branek. Získal s ní stříbrnou medaili na mistrovství Evropy roku 1964. Zúčastnil se též dvou světových šampionátů, mistrovství v Chile roku 1962 a v Anglii roku 1966 (Sověti zde čtvrtí). Byl v nominaci i na Euru 1968, ale do bojů na závěrečném turnaji nezasáhl.
S Dynamem Moskva získal dva mistrovské tituly (1959, 1963) a jeden sovětský pohár (1966/67).
V anketě Zlatý míč, která hledala nejlepšího fotbalistu Evropy, se umístil dvakrát. Roku 1967 skončil devátý, roku 1966 osmnáctý.